# Адишево
Адише́во (рос. Адышево) — село у складі Орічівського району Кіровської області, Росія. Адміністративний центр Адишевського сільського поселення.
Населення становить 1111 осіб (2010, 1031 у 2002).
Національний склад станом на 2002 рік — росіяни 92 %.